# Documenta 14

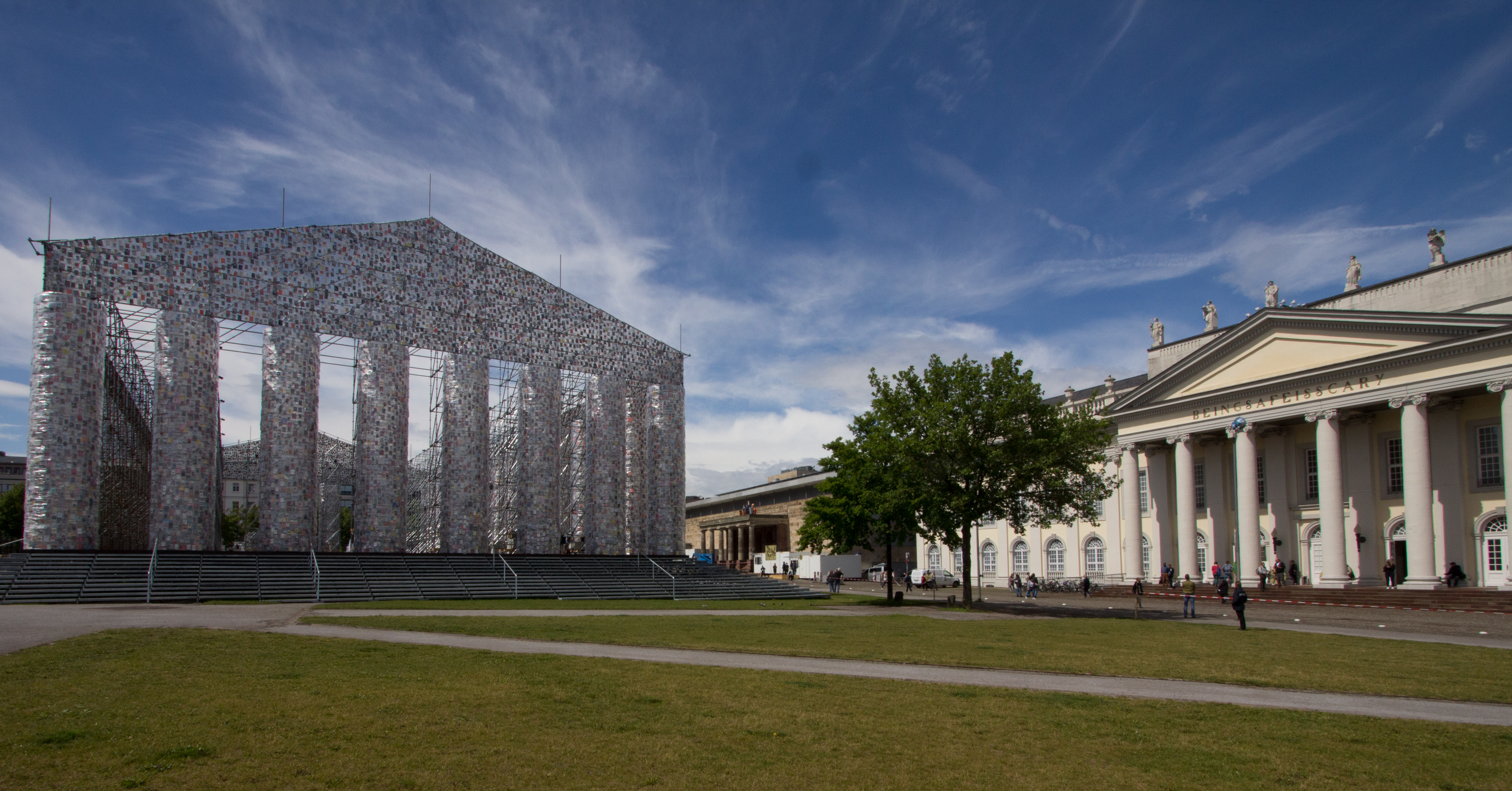
The Parthenon of Books.

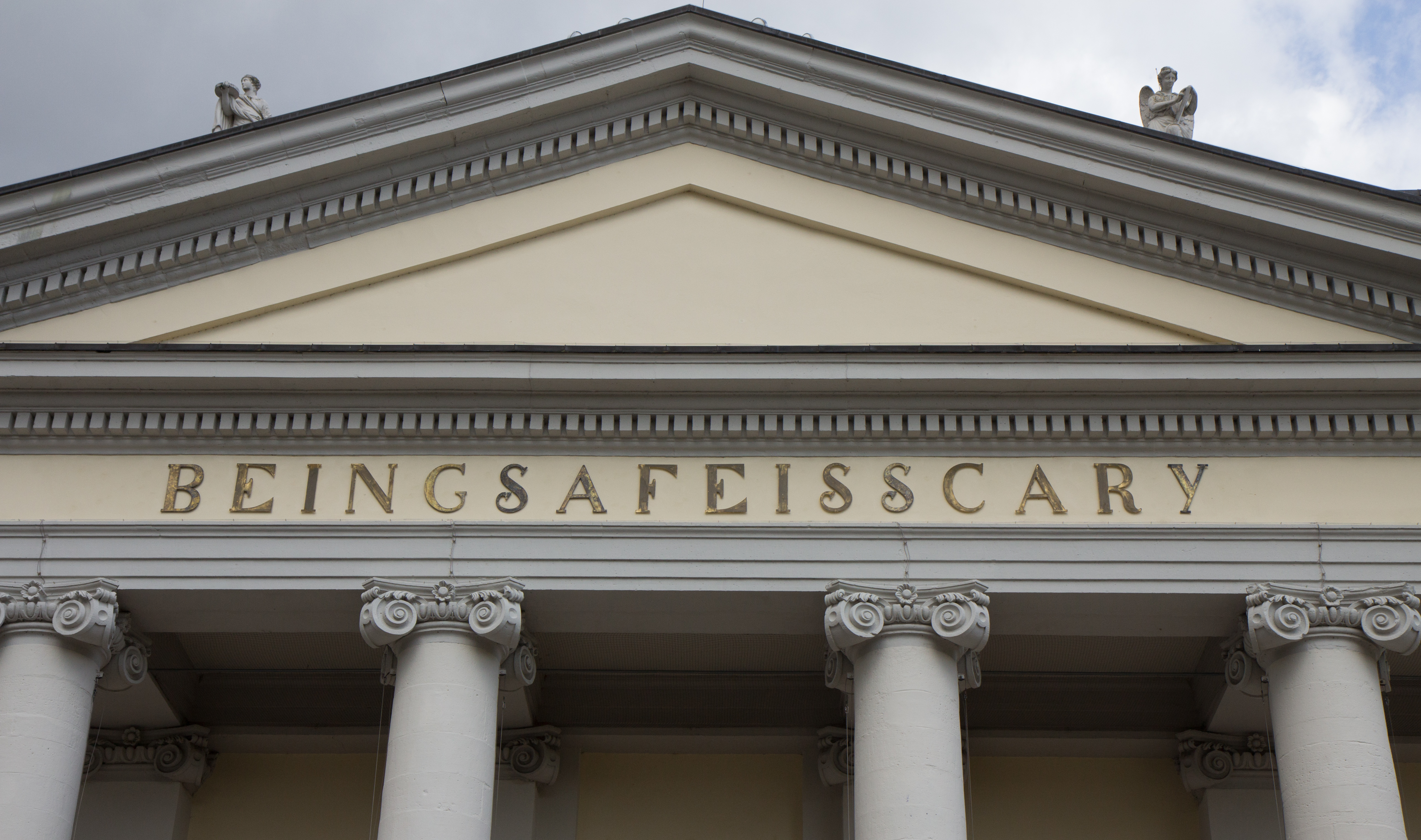
Fridericianum.

La manifestation documenta 14 est la quatorzième édition de l'exposition quinquennale d'art contemporain documenta.
Elle s'est déroulée du 8 avril au 16 juillet 2017 à Athènes, en Grèce, et du 10 juin au 17 septembre 2017 à Cassel, en Allemagne.
Le directeur artistique est Adam Szymczyk.

## Artistes participants (sélection officielle)

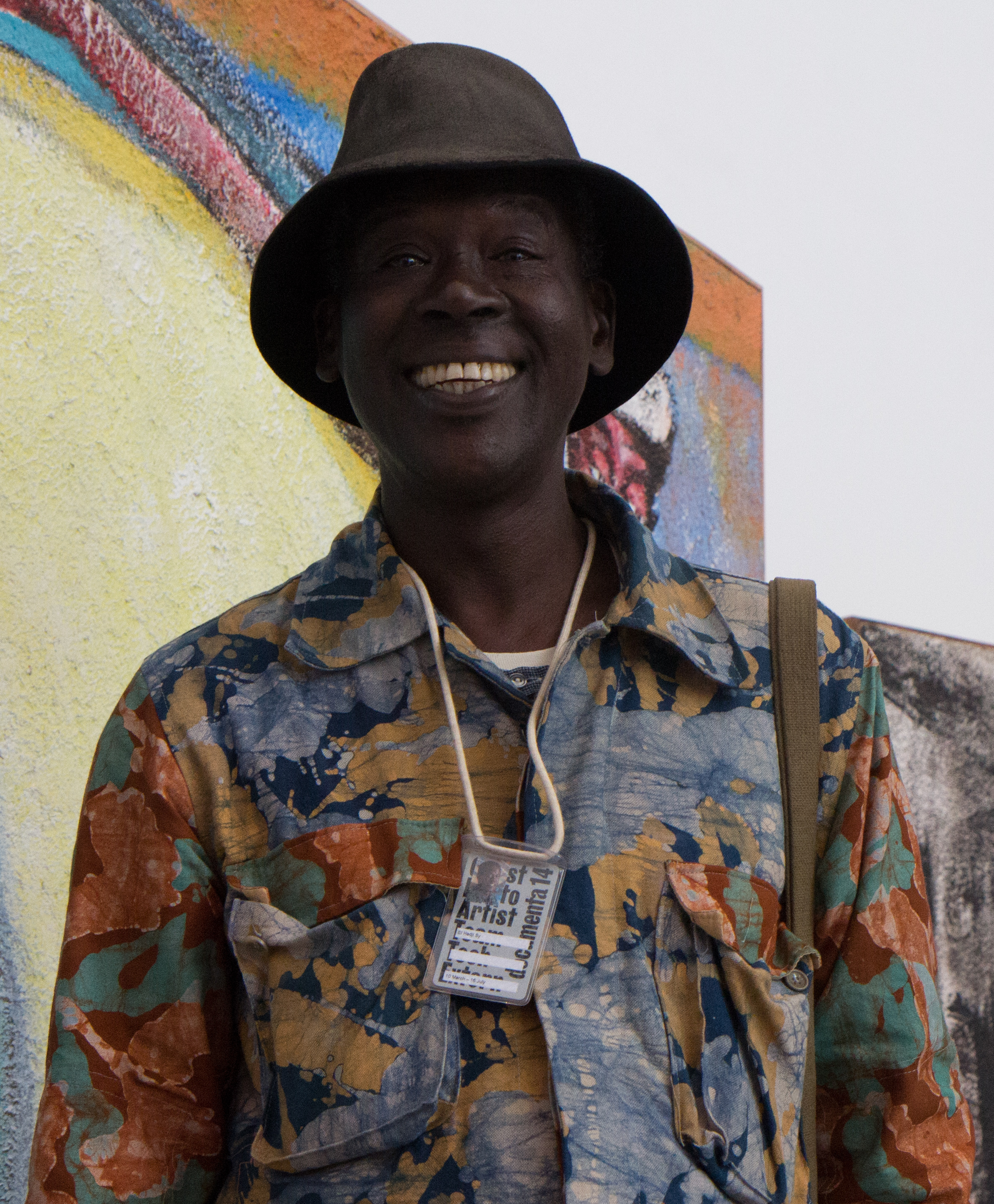
El Hadji Sy.

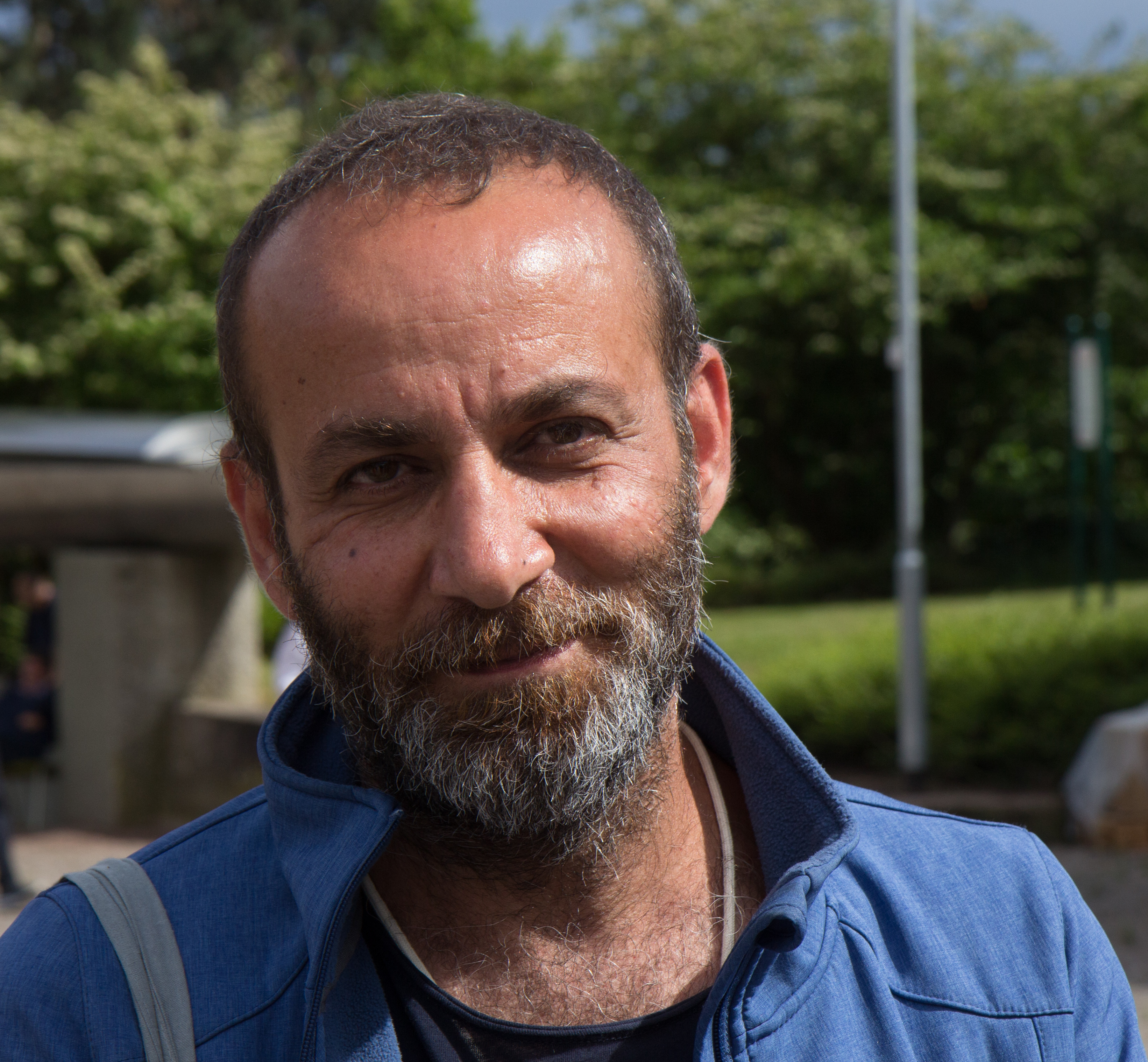
Hiwa K.

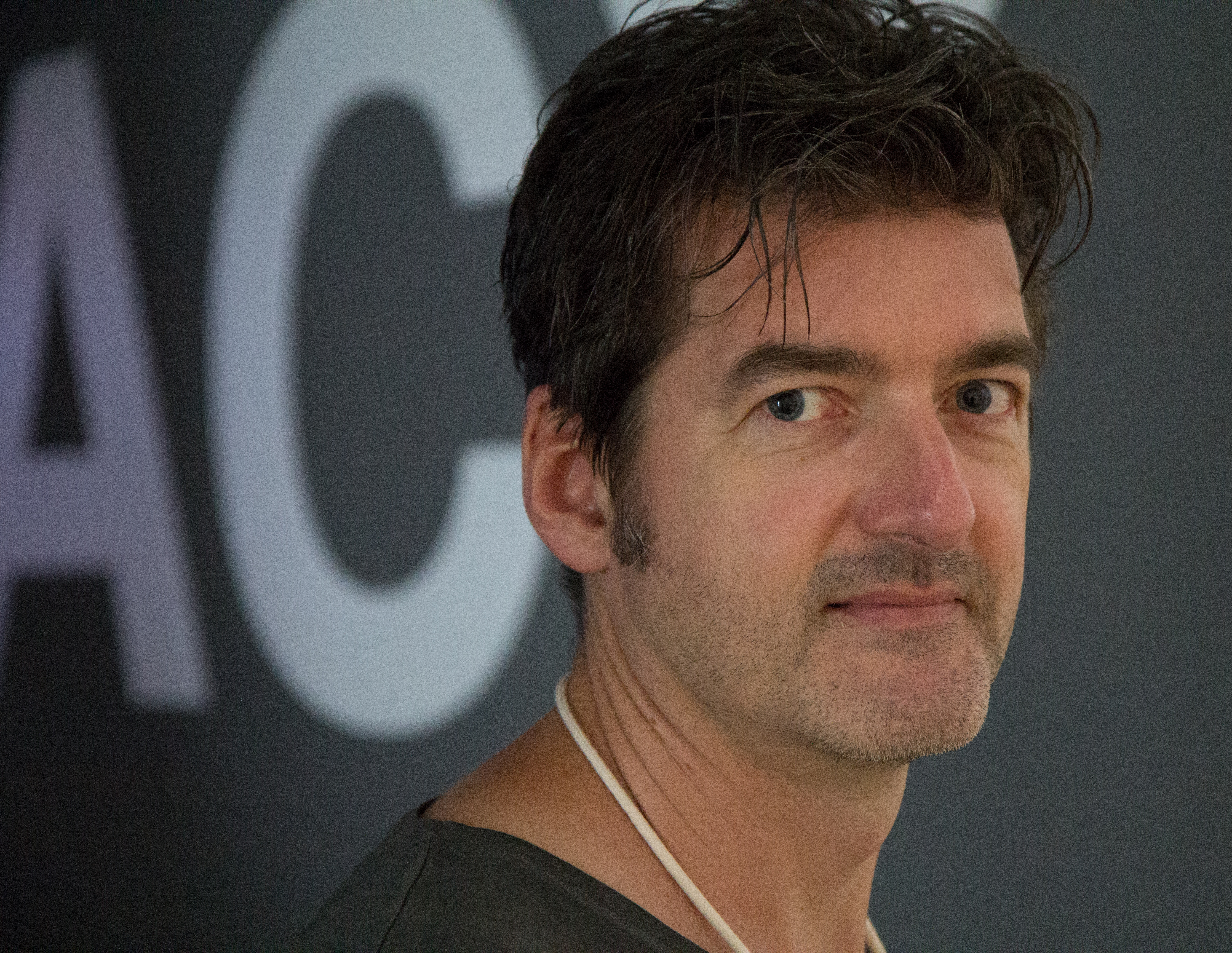
Oliver Ressler.

- A : Abounaddara, Akinbode Akinbiyi, Nevin Aladağ, Daniel García Andújar, Danai Anesiadou, Andreas Angelidakis, Aristide Antonas, Rasheed Araeen, Michel Auder
- B : Alexandra Bachzetsis, Nairy Baghramian, Sammy Baloji, Arben Basha, Rebecca Belmore, Sokol Beqiri, Roger Bernat, Bili Bidjocka, Llambi Blido, Ross Birrell, Nomin Bold, Pavel Brăila, Geta Brătescu
- C : Miriam Cahn, María Magdalena Campos-Pons et Neil Leonard, Vija Celmins, Banu Cennetoğlu, Panos Charalambous, Nikhil Chopra, Ciudad Abierta, Marie Cool Fabio Balducci
- D : Anna Daučíková, Moyra Davey, Ágnes Dénes, Yael Davids, Manthia Diawara
- E : Maria Eichhorn, Hans Eijkelboom, Niño de Elche, Bonita Ely, Theo Eshetu
- F : Aboubakar Fofana, Peter Friedl
- G : Guillermo Galindo, Regina José Galindo, Israel Galván, Pélagie Gbaguidi, Apóstolos Georgíou, Yervant Gianikian et Angela Ricci Lucchi, Gauri Gill, Marina Gioti, Beatriz González, Douglas Gordon
- H : Hans Haacke, Hiwa K, Constantinos Hadzinikolaou, Irena Haiduk, Ganesh Haloi, Anna Halprin, Dale Harding, David Harding, Maria Hassabi, Edi Hila, Susan Hiller, Olaf Holzapfel, Gordon Hookey
- I : iQhiya, Sanja Iveković
- K : Amar Kanwar, Romuald Karmakar, Andreas Ragnar Kassapis, Anton Kats, Bouchra Khalili, Daniel Knorr
- L : Katalin Ladik, David Lamelas, Rick Lowe, Alvin Lucier
- M : Ibrahim Mahama, Narimane Mari, Mata Aho Collective (de), Mattin (en) (avec Dafni Krazoudi, Danai Liodaki, Ioannis Sarris et Eleni Zervou), Jonas Mekas, Angela Melitopoulos, Phia Ménard, Lala Meredith-Vula (en), Gernot Minke, Marta Minujín, Naeem Mohaiemen (en)
- N : Joar Nango, Mari Narimane, Otobong Nkanga, Kettly Noël, Hasan Nallbani, Rosalind Nashashibi et Nashashibi/Skaer, Negros Tou Moria
- O : Emeka Ogboh, Olu Oguibe, Rainer Oldendorf, Pauline Oliveros, Joaquín Orellana Mejía
- P : Christos Papoulias, Véréna Paravel et Lucien Castaing-Taylor, Dan Peterman, Angelo Plessas (de), Nathan Pohio, Pope.L (en), Postcommodity, Prinz Gholam
- Q : R. H. Quaytman
- R : Oliver Ressler, Pedro G. Romero, Ben Russell, Abel Rodríguez, Tracey Rose, Roee Rosen, Lala Rukh, Arin Rungjang
- S : Georgia Sagri, Khvay Samnang, Máret Ánne Sara, Mounira Al Solh (de), Vivian Suter, Ashley Hans Scheirl (de), David Schutter, Algirdas Šeškus, Nilima Sheikh (en), Ahlam Shibli, Zef Shoshi (en), Annie Sprinkle et Beth Stephens, Éva Stefaní, K. G. Subramanyan, El Hadji Sy, Sámi Artist Group (Britta Marakatt-Labba, Keviselie/Hans Ragnar Mathisen, Synnøve Persen)
- T : Ariuntugs Tserenpil, Terre Thaemlitz
- U : Piotr Uklański
- V : Cecilia Vicuña, Annie Vigier & Franck Apertet (Les gens d'Uterpan), Antonio Vega Macotela
- W : Wang Bing, Lois Weinberger, Elisabeth Wild, Stanley Whitney, Ruth Wolf-Rehfeldt, Ulrich Wüst
- X : Zafos Xagoraris
- Z : Sergio Zevallos, Mary Zygouri, Artur Żmijewski[1]

## Artistes décédés dont les œuvres ont été exposées
D'autres artistes sont représentés lors de l'événement, au travers de rétrospectives :  
- A : Stephen Antonakos (1926-2013), Arseni Michailowitsch Awraamow (1886-1944)
- B : Ernst Barlach (1870-1938), Étienne Baudet (ca. 1638-1711), Samuel Beckett (1906-1989), Franz Boas (1858-1942), Arnold Bode (1900-1977), Lorenza Böttner (1959-1994), Marcel Broodthaers (1924-1976), Lucius Burckhardt (1925-2003) et Annemarie Burckhardt (1930-2012), Abdurrahim Buza (1905-1986)
- C : Vlassis Caniaris (1928-2011), Sotir Capo (1934-2012), Cornelius Cardew (1936-1981), Ulises Carrión (1941-1989), Agim Çavdarbasha (1944-1999), Jani Christou (1926-1970), Chryssa (1933-2013), André du Colombier (1952-2003)
- D : Bia Davou (1932-1996), Ioannis Despotopoulos (1903-1992), Beau Dick (de) (1955-2017), Thomas Dick (de) (1877-1927)
- E : Carl Friedrich Echtermeier (1845-1910), Marija Wladimirowna Ender (1897-1942)
- F : Forugh Farrochzad (1934-1967), Conrad Felixmüller (1897-1977), Pawel Nikolajewitsch Filonow (1883-1941)
- G : Hermann Glöckner (1889-1987), Tomislav Gotovac (1937-2010), Frères Grimm, Ludwig Emil Grimm (1790-1863), Cornelia Gurlitt (1890-1919), Louis Gurlitt (1812-1897)
- H : Nikos Hadjikyriakos-Ghika (1906-1994), Oskar Hansen (1922-2005), Sedje Hemon (1923-2011), Theodor Heuss (1884-1963), Karl Hofer (1878-1955)
- K : Tshibumba Kanda Matulu (1947-1981 manquant), Leo von Klenze (1784-1864), Kel Kodheli (1918-2006), Louis Kolitz (1845-1914), Spiro Kristo (1936-2011), KSYME-CMRC (fondé en 1979)
- L : Maria Lai (1919-2013), George Lappas (1950-2016), Karl Leyhausen (1899-1931), Max Liebermann (1847-1935)
- M : Ernest Mancoba (1904-2002), Oscar Masotta (1930-1979), Pandi Mele (1939-2015), Benode Behari Mukherjee (1904-1980)
- N : Johann August Nahl der Ältere (1710-1781), Krzysztof Niemczyk (1938-1994)
- O : Frei Otto (1925-2015)
- P : Benjamin Patterson (1934-2016), Ivan Peries (1921-1988), David Perlov (1930-2003), André Pierre (1915-2005), Dimitris Pikionis (1887-1968)
- R : Anne Charlotte Robertson (1949-2012), Erna Rosenstein (1913-2004), Georges Rouault (1871-1958)
- S : Scratch Orchestra (1969-1974), Allan Sekula (1951-2013), Wadim Abramowitsch Sidur (1924-1986), August Spies (1855-1887), Foto Stamo (1916-1989), Gani Strazimiri (1915-1993), Władysław Strzemiński (1893-1952), Alina Szapocznikow (1926-1973)
- T : Yannis Tsarouchis (1910-1989)
- V : Antonio Vidal (1928-2013)
- W : Lionel Wendt (1900-1944), Fritz Winter (1905-1976), Basil Wright (1907-1987), Andrzej Wróblewski (1927-1957)
- X : Iannis Xenakis (1922-2001)
- Z : Androniqi Zengo Antoniu (1913-2000), Pierre Zucca (1943-1995)